# Malý Čepčín
Malý Čepčín (in ungherese Kiscsepcsény) è un comune della Slovacchia facente parte del distretto di Turčianske Teplice, nella regione di Žilina.